# Межа Грейзена–Зацепіна–Кузьміна
Межа Грейзена–Зацепіна–Кузьміна — теоретична верхня межа енергії протонів космічних променів, що приходять до нас від інших галактик через міжгалактичне середовище. Межа становить 5·1019 еВ, або близько 8 джоулів (енергія протона, що рухається зі швидкістю ≈ 99.99999999999999999998 % швидкості світла). Межа виникає через сповільнення протонів реліктовим випромінюванням на великих відстанях (≈ 160 мільйонів світлових років). Межа має той самий порядок величини, що й верхня межа енергії, при якій космічні промені були експериментально виявлені, хоча деякі виявленні частинки перевищили межу. Наприклад, один космічний промінь екстремальної енергії, частинка Oh-My-God, має рекордну енергію 3,12·1020 еВ (50 джоулів).
Точна межа ГЗК виведена на основі припущення, що космічні промені надвисокої енергії є протонами. Вимірювання, проведені найбільшою обсерваторією космічних променів, Обсерваторією П'єра Оже, показують, що більшість космічних променів надвисокої енергії є важчими ядрами, відомими як HZE-іони. У цьому випадку межа ГЗК вже не застосовна у своїй простій формі. Однак, як зазначив Грейзен, гігантський дипольний резонанс також відбувається приблизно в цьому ж діапазоні енергій (при 10 ЕеВ/нуклон) і подібним чином обмежує поширення частинок на дуже великі відстані.
У минулому видиме порушення межі ГЗК надихнуло космологів і фізиків-теоретиків запропонувати інші способи обійти цю межу. Ці теорії припускають, що космічні промені надвисокої енергії утворюються поблизу нашої галактики або що Лоренц-коваріантність порушується таким чином, що протони не втрачають енергії на шляху до нашої Галактики.

## Причини утворення межі
Межа була незалежно обчислена в 1966 році Кеннетом Грейзеном, Георгієм Зацепіним і Вадимом Кузьміним на основі взаємодії між космічними променями та фотонами реліктового випромінювання. Вони передбачили, що космічні промені з енергією, що перевищує порогову енергію 5·1019 еВ, взаємодіятимуть з фотонами реліктового випромінювання {\displaystyle \gamma _{\rm {CMB}}\;,} які у системі відліку космічних променів матимуть дуже велике блакитне зміщення, і, відповідно, дуже велику енергію і здатність утворювати піони через {\displaystyle \Delta }-резонанс,
{\displaystyle p+\gamma _{\text{CMB}}\to \Delta ^{+}\to p+\pi ^{0}\;,}
або
{\displaystyle p+\gamma _{\text{CMB}}\to \Delta ^{+}\to n+\pi ^{+}~.}
Піони, отримані таким чином, розпадаються за стандартними каналами розпаду піонів — в кінцевому рахунку на фотони для нейтральних піонів і фотони, позитрони і різні нейтрино для позитивних піонів. Нейтрони також розпадаються на аналогічні продукти, так що зрештою енергія будь-якого протона космічних променів витрачається на утворення високоенергетичних фотонів плюс (в деяких випадках) високоенергетичних електрон-позитронних пар і нейтринних пар.
Процес утворення піонів у зіткненнях із реліктовим випромінюванням починається при вищій енергії, ніж утворення звичайних електрон-позитронних пар, яке починається при енергіях протонів приблизно 1017 еВ. Проте на утворення пари піонів витрачається близько 20 % енергії протона, тоді як для утворення електрон-позитронної пари — лише 0,1 % його енергії. Тому відстань розповсюдження космічних променів надвисокої енергії обмежується перш за все утворенням піонів, а не менш енергоємним процесом утворення електрон-позитронних пар.
Процес утворення піонів триває доти, доки енергія космічного випромінювання не впаде нижче порогу для утворення піонів. У результаті протони позагалактичних космічних променів, що приходять з відстаней понад 50 Мпк (163 млн св. р.) і з енергією, що перевищує поріг, не мали б спостерігатися на Землі. Ця відстань також відома як горизонт ГЗК.

## Парадокс космічних променів
Ряд спостережень було зроблено за допомогою найбільших експериментів з космічними променями AGASA, HiRes, обсерваторії П'єра Оже та Telescope Array Project, які задетектували космічні промені з енергією вище цієї межі (так звані космічні промені екстремальних енергій). Спостереження цих частинок стало так званим парадоксом ГЗК або парадоксом космічних променів.
Ці спостереження, здається, суперечать передбаченням спеціальної теорії відносності та фізики елементарних частинок, як вони зараз розуміються. Однак існує кілька можливих пояснень цих спостережень, які можуть розв'язати цю проблему.
- Спостережувані частинки екстремальних енергій можуть бути важчими ядрами, ніж протони.
- Спостереження можуть бути наслідком помилки приладу або неправильної інтерпретації експерименту, особливо неправильного визначення енергії частинки за спостережними даними.
- Космічні промені можуть утворюватися локально, у межах горизонту ГЗК. Наприклад, нейтрино надвисоких енергій, які вільно приходять із далекої відстані, можуть зіткнутися з реліктовими антинейтрино в нашій галактиці та анігілювати з утворенням адронів[6], {\displaystyle \nu +{\bar {\nu }}\to Z\to {\text{hadrons}}}.
- Екзотичні теорії з новою фізикою, наприклад, подвійна спеціальна теорія відносності[en] або розпад екзотичних надважких частинок поза межами Стандартної моделі.

## Спостережуване згасання космічних променів вище межі ГЗК
Попри наявність певної кількості частинок з енергією, вищою за межу ГЗК, спостереження все-таки вказують значну нестачу космічних променів вище цієї межі.
Ранні результати експерименту AGASA про відсутність згасання не отримали підтвердження.
Перші результати спостережень, що підтверджували згасання космічних променів надвисоких енергій, представили в липні 2007 року експеримент HiRes і обсерваторія П'єра Оже. HiRes спостерігав лише 13 подій з енергією вище порогової, тоді як без згасання очікувалося б 43 такі події. Обсерваторія П'єра Оже також підтвердила згасання потоку на ділянці надвисоких енергій.
У наступні роки обсерваторія П'єра Оже і HiRes підтвердили свої результати з вищою статистичною значущістю.
Розгорнулася гаряча дискусія про те, чи є космічні промені надвисоких енергій протонами, бо за теорією тільки важкі ядра могли б долати межу ГЗК. Обсерваторія П'єра Оже з високою статистичною значущістю виявила, що космічні промені надвисокої енергії — це не суто протони, а суміш елементів, яка стає важчою зі збільшенням енергії. Натомість Telescope Array Project, спільний проєкт учасників HiRes і AGASA, підтримав попередній результат HiRes про те, що ці космічні промені виглядають як протони, однак твердження ґрунтувалося на даних із меншою статистичною значущістю: площа, охоплена Telescope Array, становить приблизно третину площі, охопленої обсерваторією П'єра Оже, і остання працює довше.
Суперечність було частково вирішено у 2017 році спільною робочою групою учасників обох експериментів, яка дійшла висновку, що необроблені експериментальні результати не суперечать один одному, а різні інтерпретації в основному базуються на використанні різних теоретичних моделях і недостатній статистиці Telescope Array.